# Sääksjärvi (sjö i Orivesi, Birkaland)
Sääksjärvi är en sjö i kommunen Orivesi i landskapet Birkaland i Finland. Arean är 40 hektar och strandlinjen är 10,42 kilometer lång. Sjön  ingår i Kumo älvs huvudavrinningsområde.   Den ligger omkring 32 kilometer nordöst om Tammerfors och omkring 170 kilometer norr om Helsingfors. 
I sjön finns öarna Untavansaaret och Pitkäsaari. 